# 炭鉱住宅

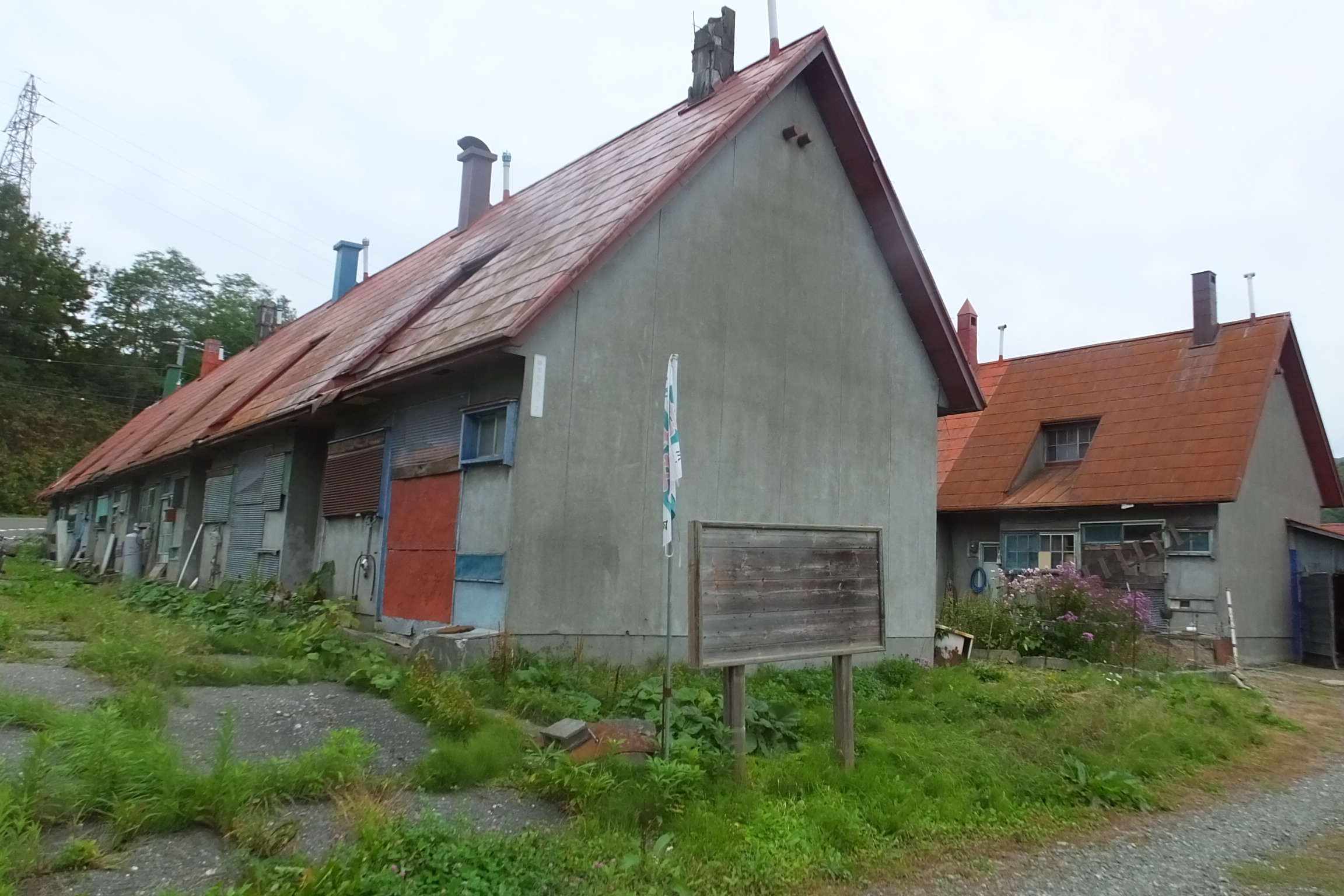
北海道の炭鉱住宅の特徴をよく残す住友奔別炭鉱の住宅

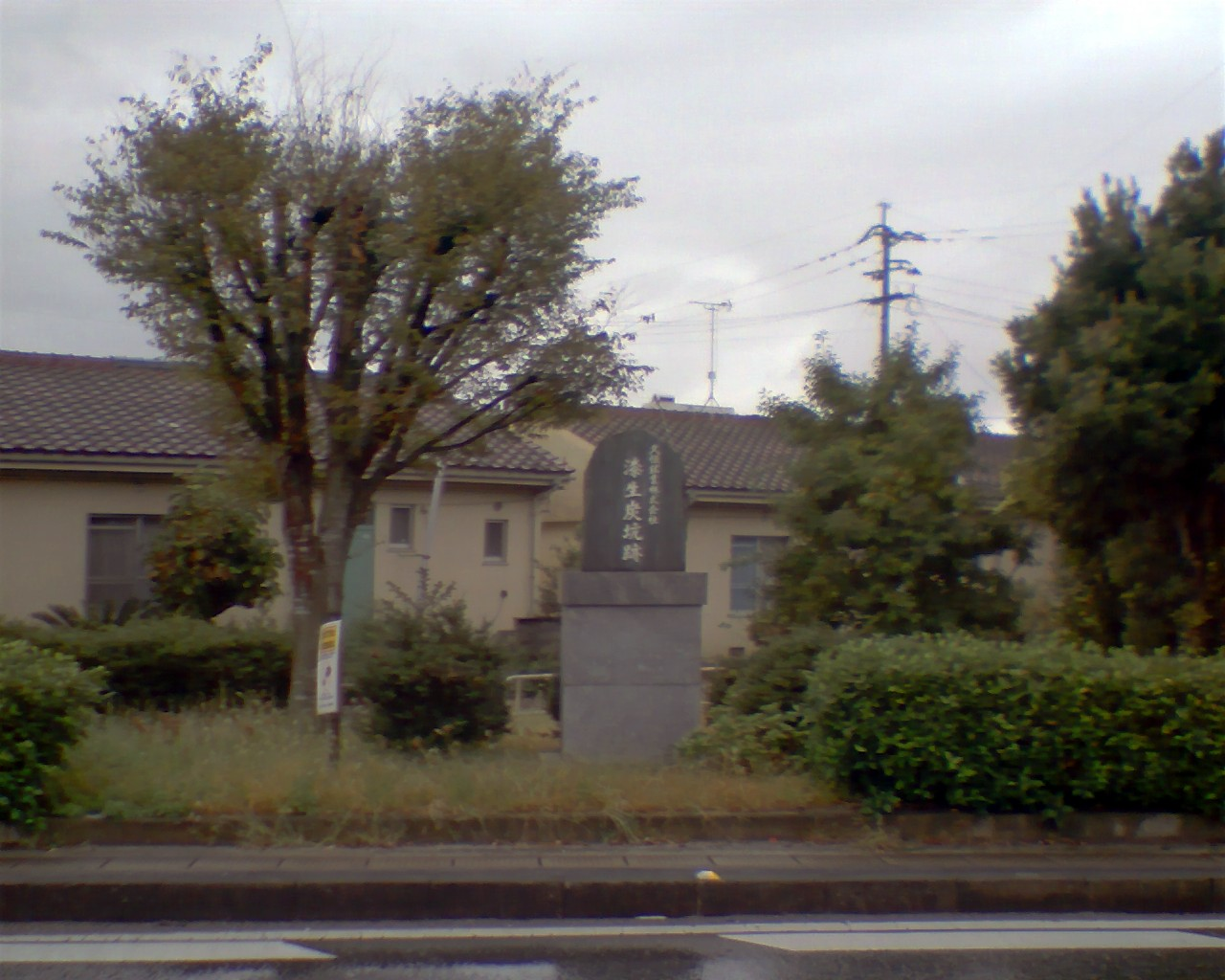
碑とともに町営住宅として残る旧炭鉱住宅（福岡県嘉麻市、漆生炭坑跡）

炭鉱住宅（たんこうじゅうたく）とは、主に炭鉱周辺に形成された、炭鉱労働者用の住宅のことである。

## 概要
明治期の鉱夫は納屋制度をベースにした「坑夫納屋」と呼ばれる劣悪な住居に住んでいたが、労働法が整備されてゆくにつれ、大正期には「鑛夫社宅」、戦時中の国家統制期には「炭鉱労務者住宅」、そして戦後の傾斜生産期には「炭鉱住宅」へと移り変わった。
往時の石狩炭田や筑豊炭田などの炭鉱都市周辺には数多くの炭鉱住宅が存在した。これらは炭鉱会社により建設され、光熱費を含め住宅費は無料であり、現物給与・福利厚生的な側面も強かった。炭住（たんじゅう）との略称がよく用いられる。
かつては木造の長屋形式が主体であったが、戦後には急速にアパート形式の集合住宅が建てられた。1916年（大正5年）に建設された日本最初期の鉄筋コンクリート造の高層アパートは三菱高島炭鉱（軍艦島）の炭鉱住宅であった。
多くは長屋の住宅団地街として存在していた炭鉱住宅は、1960年代以降のエネルギー革命による石炭産業の衰退とそれにともなう炭鉱労働者人口の減少などにしたがって、いずれも消滅あるいは縮小の運命を辿ることとなった。取り壊しにより消滅したもの、廃屋として残るもの、あるいは公営住宅や改良住宅へと変貌を遂げたものなど、様々なその後が確認されている。
北海道夕張市の夕張市石炭博物館、福岡県田川市の田川市石炭・歴史博物館、山口県宇部市の石炭記念館などにおいて、復元された炭鉱住宅を展示物として見ることができる。

## 参照
1. ↑  本田昭四, 山下良二「「坑夫納屋」から「鑛夫社宅」への発展過程について : 炭鉱住宅計画に関する史的研究(1)」『日本建築学会計画系論文報告集』第375巻、日本建築学会、1987年、76-87頁、doi:10.3130/aijax.375.0_76、ISSN 0910-8017、NAID 110004072173。